# Études Inuit Studies
Études Inuit Studies est une revue scientifique et culturelle canadienne à comité de lecture fondé en 1977 et géré par le CIÉRA.
On y publie des articles portant sur les sociétés inuites traditionnelles et contemporaines dans la perspective des sciences humaines. La revue est publiée au moins deux fois par année et les textes en anglais et en français sont acceptés,.